# Robyn Benincasa
Robyn Benincasa là một tay đua bền bỉ người Mỹ, tay đua phiêu lưu, tác giả và diễn giả đầy động lực. Cô là đối thủ trong một số mùa của chương trình truyền hình thực tế Eco-Challenge: The Expedition Race. Đội của cô đã chiến thắng Thử thách sinh thái năm 2000 ở Borneo. Cô tiếp tục thành lập hoặc đồng sáng lập hai công ty tập trung vào việc xây dựng đội ngũ cho các khách hàng doanh nghiệp. Cô là người sáng lập Project Athena, một tổ chức phi lợi nhuận giúp những phụ nữ đã trải qua những thử thách y tế để thực hiện tham vọng thể thao của họ. Cô giữ ba kỷ lục Guinness thế giới.

## Sự nghiệp thể thao
Khi làm lính cứu hỏa ở San Diego, California, Benincasa đã trở thành một tay đua bền bỉ và ba môn phối hợp. Năm 1995, cô là thành viên của đội Mỹ thứ hai hoàn thành cuộc đua phiêu lưu Raid Gauloises. Năm 1997, cô thuộc đội được Mountain Dew tài trợ trong Discovery Channel Eco-Challenge ở Queensland, Australia. Cô ở trong đội Eco-Internet vào năm 1999 và 2000, và đóng góp vào chiến thắng hạng nhất của đội năm 2000. Cô ấy đã bị loại khỏi đội vào năm 2001 do một cuộc đấu tranh với bệnh hen suyễn do tập thể dục và độ cao trong một cuộc đua ở Thụy Sĩ.  Cô đã được điều trị cho căn bệnh này, và bước vào tham gia Đội Earthlink, người đã mất một trong những thành viên của nó cho Cuộc thi Thử thách Sinh thái năm 2001 ở New Zealand.  Benincasa và Team Earthlink kết thúc ở vị trí thứ tư.

### Kỷ lục Guinness
Benincasa đoạt 3 giải kỷ lục Guinness World. Her first was in 2010, for the farthest distance travelled by a woman by canoe or kayak on flat water. Năm 2011, Benincasa đã lập kỷ lục Guinness thế giới về quãng đường xa nhất mà người phụ nữ đi bằng xuồng hoặc kayak trong 24 giờ trên nước di chuyển. Cô chèo thuyền kayak 371,92 kilômét (231,10 mi) trên sông Yukon ở Canada. Cô đã đạt được kỷ lục Guinness thứ ba vào năm 2014, với quãng đường di chuyển xa nhất của một người phụ nữ trên ván chèo đứng trong nước tĩnh trong 24 giờ, bao gồm tổng cộng 146 kilômét (91 mi). Cô đã hoàn thành điều này bằng cách chèo vòng quanh một hòn đảo ở Huntington Harbor ở Huntington Beach, California.

## Sự nghiệp kinh doanh
Năm 1998, Benincasa, đồng đội của lính cứu hỏa và Eco-Internet Ian Adamson, và vận động viên marathon siêu hạng Liz Hafer đã thành lập Colorado Adventure Training. Ba người đồng sáng lập đã mang kinh nghiệm của họ như những người đồng đội trong các cuộc đua sức bền để xây dựng kinh nghiệm xây dựng đội nhóm khuyến khích những người tham gia học hỏi để hỗ trợ lẫn nhau và cung cấp nó. Sau khi Adamson từ bỏ Benincasa khỏi nhóm Eco-Internet vào năm 2001, Benincasa đã chấm dứt mối quan hệ với công ty. Sau đó, cô thành lập Human Synergy, Inc., cũng tập trung vào việc xây dựng đội ngũ của công ty, sử dụng khuôn khổ "Tám yếu tố cần thiết của sức mạnh tổng hợp của con người." IVào năm 2012, cô đã xuất bản cuốn sách  Cách thức hoạt động chiến thắng: 8 bài học lãnh đạo thiết yếu từ các nhóm khó khăn nhất trên trái đất.
Benincasa được chẩn đoán mắc viêm khớp vào năm 2007 và được cho biết rằng cô có thể không thể chạy lại được nữa. Quyết tâm tiếp tục nỗ lực thể thao của mình, cô đã trải qua phẫu thuật tái tạo bề mặt hông và điều hành cuộc đua Sedona Marathon bốn tháng sau đó. Sau khi hồi phục, cô thành lập Project Athena, một tổ chức phi lợi nhuận chuyên hỗ trợ phụ nữ theo đuổi giấc mơ thể thao của họ sau khi chịu thất bại về y tế. Vào năm 2014, CNN đã gọi Benincasa là Anh hùng CNN, trích dẫn công việc của Dự án Athena và 140 phụ nữ mà dự án đã hỗ trợ vào thời điểm đó.